# АТХ код A08
АТХ код A08 (англ. ATC code A08)  «Препараты для лечения ожирения (исключая диетические продукты)» — раздел системы буквенно-цифровых кодов Анатомо-терапевтическо-химической классификации, разработанных Всемирной организацией здравоохранения для классификации лекарств и других медицинских продуктов. Подгруппа А08 является частью группы препаратов A «Препараты, влияющие на пищеварительный тракт и обмен веществ».
Коды для применения в ветеринарии (ATCvet коды) могут быть созданы путём добавления буквы Q в передней части человеческого Код ATC: QA08.
Из-за различных национальных особенностей в классификацию АТС могут включаться дополнительные коды, которые отсутствуют в этом списке, который составлен Всемирной организацией здравоохранения.

## A08A Препараты для лечения ожирения (исключая диетические продукты)

### A08AAПрепараты для лечения ожиренияцентрального действия
- A08AA01 Фентермин
- A08AA02 Фенфлурамин
- A08AA03 Амфепрамон
- A08AA04 Dexfenfluramine[англ.]
- A08AA05 Mazindol[англ.]
- A08AA06 Ethylamphetamine[англ.]
- A08AA07 Катин
- A08AA08 Clobenzorex[англ.]
- A08AA09 Мефенорекс
- A08AA10 Сибутрамин
- A08AA11 Lorcaserin
- A08AA56 Эфедрин в сочетании с другими препаратами
- A08AA62 Bupropion and naltrexone

### A08ABПрепараты для лечения ожиренияпериферического действия
- A08AB01 Орлистат

### A08AX Другие средства против ожирения
- A08AX01 Rimonabant[англ.]